# Gemeindehaus Platz der Republik

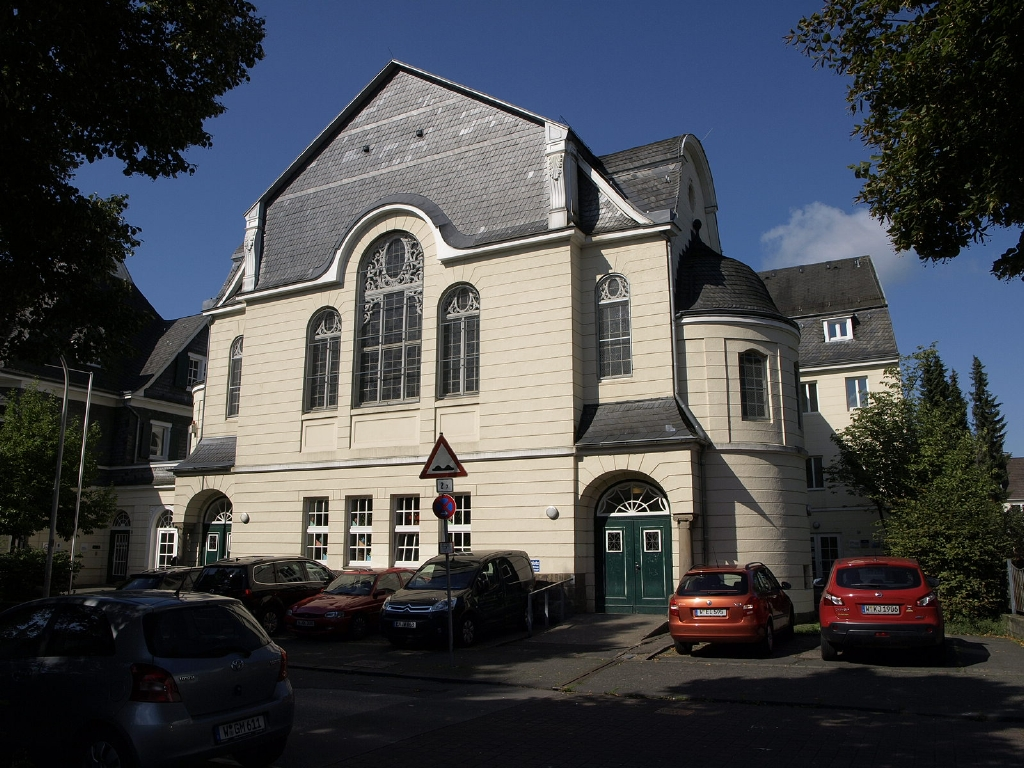
Ansicht der Fassade von Osten

Das Gemeindehaus Platz der Republik ist ein ehemaliges Gemeindehaus und war bis 1995 die vorletzte Gottesdienststätte der ehemaligen Evangelischen Kirchengemeinde Elberfeld-Ost.

## Geschichte
Die Geschichte des Gemeindehauses Platz der Republik reicht in die Zeit der Wende vom 18. ins 19. Jahrhundert zurück. Nachdem sich in den vorhergegangenen Jahrzehnten bereits rege Bau- und Besiedelungstätigkeit in der Elberfelder Nordstadt gezeigt hatte, entwickelte sich auch der zuvor nur spärlich besiedelte Engelnberg zu einem expandierenden Wohnviertel. Die Reformierte Gemeinde Elberfeld, welche damals ihr Zentrum in der Alten reformierten Kirche hatte, errichtete zunächst die Friedhofskirche, allerdings zeigte die konkurrierende Lutherische Gemeinde Elberfeld mit der Kreuzkirche und der Lutherkirche eine deutlich intensivere Bautätigkeit im Elberfelder Norden. Als Reaktion darauf formierte sich in der Reformierten Gemeinde der „Verein zur Förderung des reformierten Gemeindelebens in der Oststadt“; er sammelte unter den Gemeindemitgliedern bis 1909 rund 5000 Mark zum Ankauf eines Grundstückes im Elberfelder Nordosten. Vorgesehen war der Bau eines kombinierten Kirch- und Gemeindehauses mit dem Anspruch, als vollwertige Kirche genutzt werden zu können. Ein Grundstück fand sich am Platz der Republik (dem damaligen Exerzierplatz), welcher noch nicht vollständig bebaut war; in direkter Nachbarschaft legte die damalige Freie evangelische Gemeinde Elberfeld bereits 1855 den Freikirchlichen Friedhof an.

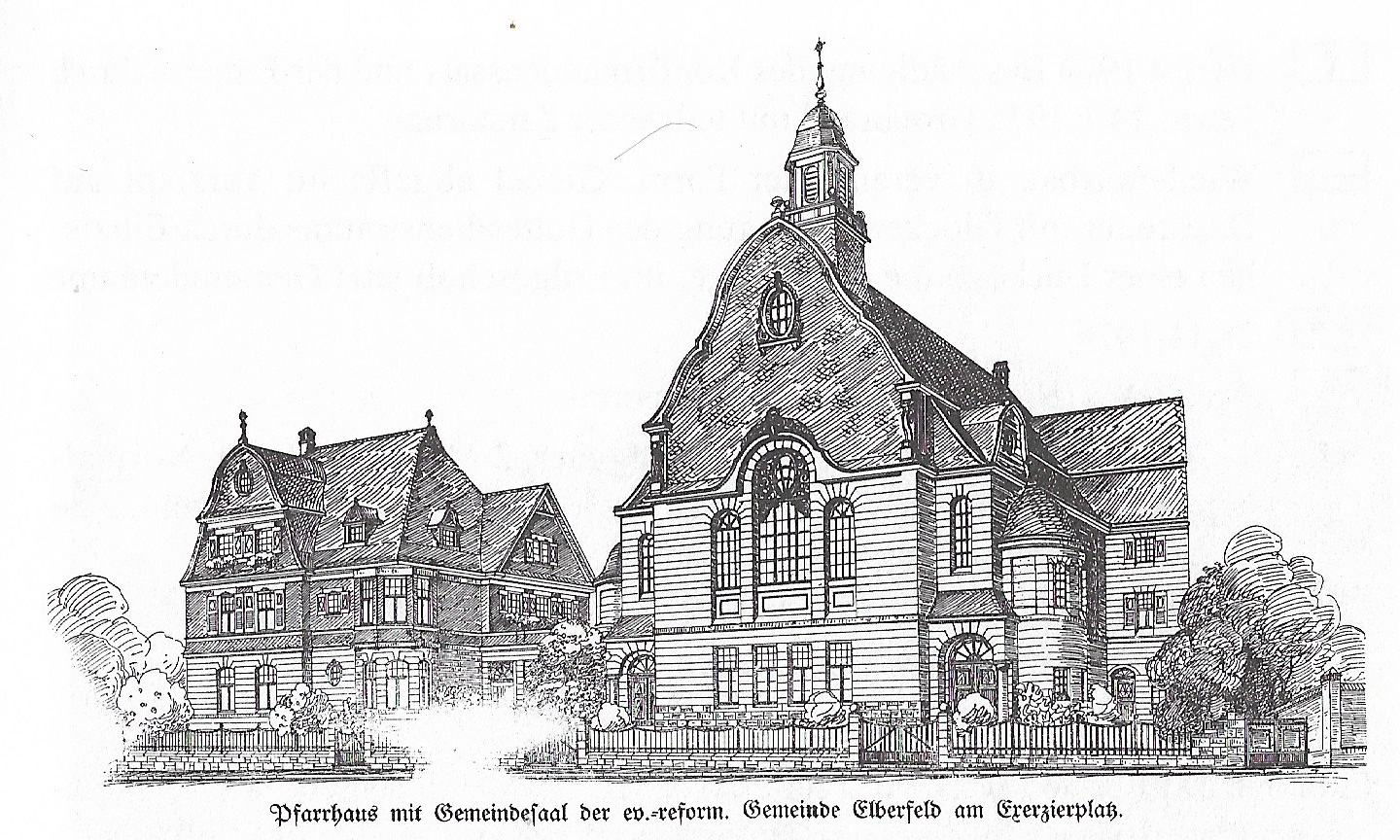
Ansicht um 1912, kurz nach der Einweihung

Die Grundsteinlegung für das neue Kirch- und Gemeindehaus fand am 11. Juli 1911 statt. Mit der Planung wurde der Elberfelder Architekt Friedrich Adolf Cornehls betraut, welcher ein Jahr zuvor bereits die nahegelegene Thomaskirche für die lutherische Gemeinde ausführte. Gleichzeitig entstand das mit dem Kirchsaal baulich verbundene Pfarrhaus auf dem Nachbargrundstück; eingeweiht wurde der Gebäudekomplex am 22. Oktober 1912. Den Zweiten Weltkrieg überstand das Gebäudeensemble nahezu vollständig unbeschadet, einzig die erste Glocke musste zu Kriegszwecken abgegeben werden; sie wurde 1949 ersetzt. Eine erste Modernisierung des Gebäudes fand 1954 statt, unter anderem wurde eine elektrische Läuteanlage eingebaut.
Im Herbst 1974 brach im vorderen Gebäudeteil ein Feuer aus, die Empore im Saal sowie die Konfirmandensäle wurden schwer beschädigt. Noch während der Sanierungsarbeiten brach am 24. Januar 1975 ein Großbrand im Kirchsaal aus, das Gebäude wurde bis im Inneren sowie am Dach fast vollständig beschädigt. Der Auslöser für den Großbrand konnte nie gefunden werden, die Reformierte Gemeinde dachte schon damals aus Kostengründen an die Aufgabe des Gebäudes und den Neubau einer neuen Kirche an anderer Stelle. Mit knapper Stimmenmehrheit entschied sich das Presbyterium für einen Wiederaufbau des Gemeindehauses, wenn auch in stark veränderter Form: Der prächtige Dachreiter wurde mitsamt dem Geläut abgerissen, im Inneren wurden eine Zwischendecke eingezogen und die Räume neu zugeschnitten. Jene baulichen Veränderungen am einst als „schönste Kirche des Elberfelder Ostens“ bezeichneten Gemeindehaus stießen in vielen Kreisen Elberfelds auf Kritik. Eingeweiht wurde der wiederhergestellte Kirchsaal am 28. November 1976.
1981 spaltete sich die Reformierte Gemeinde Elberfeld-Mitte auf, der Nordteil mit dem Gemeindehaus Platz der Republik wurde mit der lutherischen Gemeinde zur Evangelischen Kirchengemeinde Elberfeld-Ost vereinigt, welche noch bis 2007 existierte. Aufgrund der Nähe zur Thomaskirche nahm die Bedeutung des Kirchsaals als Gottesdienststätte zunehmend ab; am 1. Juli 1995 fand der letzte Gottesdienst statt. Nach kurzer Zwischennutzung durch den Kirchenkreis Elberfeld wurde das Gebäudeensemble mitsamt dem Pfarrhaus verkauft.
Das ehemalige Gemeindehaus wechselte in den Folgejahren häufig den Besitzer. Heute ist es in Privatbesitz und wird als Vereinshaus, Nachbarschaftsheim und öffentlich nutzbarer Veranstaltungssaal vielfältig genutzt.

## Baubeschreibung

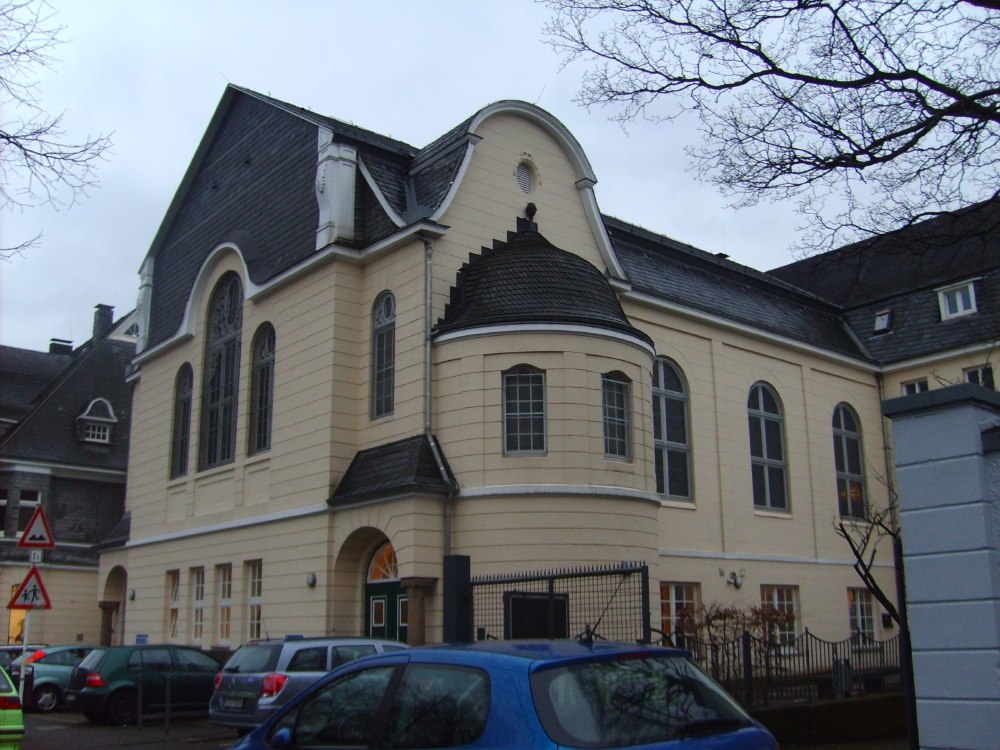
Das Gemeindehaus vor der letzten Sanierung, 2007

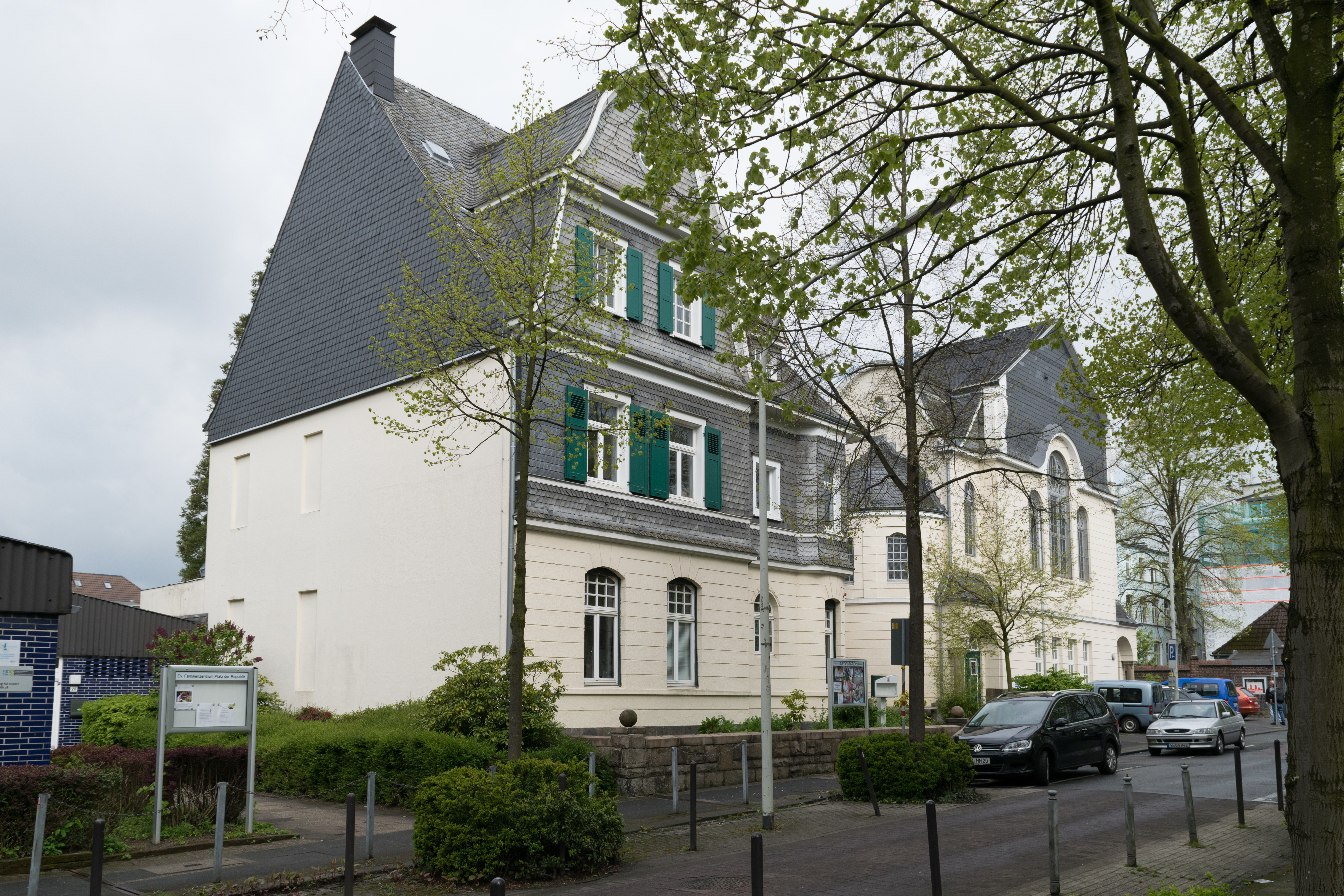
Das Pfarrhaus

Das Gemeindehaus Platz der Republik bildet einen gemeinsamen Komplex mit dem gleichzeitig errichteten Pfarrhaus und einst auch weiteren Anbauten, alle Baukörper sind rechtwinkelig zueinander angeordnet. Errichtet wurden die Bauten im Stil des Bergischen Neobarock mit einzelnen Elementen des Jugendstils. Der nach Westen ausgerichtete Kirchsaal ist 28 Meter lang, 14 Meter breit und wurde ursprünglich von einem dreifach gewölbten Tonnendach bekrönt, welchem wiederum ein neobarocker, eiserner Dachreiter aufgesetzt war. Nach dem Großbrand 1975 wurde der Dachreiter abgerissen und das schwerbeschädigte Dach durch ein einfach gewölbtes Tonnendach ersetzt. Gegliedert wird der Kirchsaal von drei Rundbogenfenstern an jeweils Süd- und Nordseite. Die ursprünglich prächtige Ostfassade wird bestimmt durch drei ornamental ausgearbeitete Rundbogenfenster und den verschieferten Giebel. An der Westseite schließen sich anstatt einer Apsis die mehrstöckige Küsterei sowie einige nachträgliche Anbauten an.

### Innenraum
Der Innenraum des Kirchsaals befand sich ursprünglich im Erdgeschoss und war für eine Kirche reformierter Tradition ungewohnt großzügig ausgestaltet. Auf Höhe der Rundbogenfenster der Ostfassade befand sich ursprünglich eine hölzerne Empore, welche nach dem Brand 1974 schwer beschädigt abgebaut wurde. Auf Höhe der Empore wurde 1975 eine Zwischendecke eingezogen, keine neue Empore eingebaut und die Sitzplatzanzahl auf 250 deutlich reduziert. Im Untergeschoss wurden Räume für die Konfirmanden- und Gemeindearbeit eingerichtet. Heute wird das Untergeschoss gewerblich genutzt, der Kirchsaal im Obergeschoss ist als Veranstaltungssaal in Benutzung.

### Glocken
Eine erste Bronzeglocke wurde 1912 mit Schlagton c′ für das Gemeindehaus angefertigt, es handelte sich um die persönliche Stiftung eines Gemeindemitgliedes. Im Zweiten Weltkrieg wurde die Glocke beschlagnahmt und 1949 durch ein Gussstahlgeläut einer unbekannten Gießerei ersetzt. Die zwei Glocken mit den Schlagtönen c" und es" wurden beim Großbrand 1975 bis zur Verformung hin schwer beschädigt und mitsamt dem Dachreiter abgerissen. Ein neues Geläut wurde nicht mehr beschafft.

## Orgel

### Faust-Orgel von 1912
Ein ursprünglich im Pfarrhaus Kriemer, heute im Archiv des Kirchenkreises aufbewahrter Holzbalken mit der Inschrift „A.D. 1912 stiftete Fräulein Emilie Buchholz diese Orgel“ dokumentiert die Stifterin der ersten Orgel des Gemeindehauses, deren Kaufpreis mit 6000 Mark überliefert ist. Gebaut wurde das Instrument durch Paul Faust in Barmen, eingeweiht wurde es zusammen mit dem Gemeindehaus am 22. Oktober 1912. Ausgeführt wurde die Orgel als pneumatisches Instrument mit 16 Registern auf zwei Manualen und Pedal.
In einem unbekannten Zeitraum bis spätestens 1943 baute Paul Faust das Instrument grundlegend um. Bis dahin musste die Orgel zu Stimmung und Wartung durch die Küsterwohnung betreten werden, auch der Motor war dorthin ausgelagert. Im Rahmen des Umbaus wurden auch mehrere Register, insbesondere im Pedal, ersetzt. Den Krieg überstand das Instrument weitgehend unbeschadet, Harald Strutz renovierte es 1948 grundlegend und baute einige Register um.
Letzte Disposition der Faust-Orgel:
| I Hauptwerk C–     |     |
| Bordun             | 16′ |
| Principal          | 8′  |
| Soloflöte          | 8′  |
| Viola da Gamba     | 8′  |
| Dulziana           | 8′  |
| Octave             | 4′  |
| Cornett-Mixtur III |     |

| II Schwellwerk C– |    |
| Geigenprincipal   | 8′ |
| Lieblich Gedackt  | 8′ |
| Aeoline           | 8′ |
| Voix coelestis    | 8′ |
| Geigenprincipal   | 4′ |
| Flauto amabile    | 4' |

| Pedal C–     |     |
| Subbaß       | 16′ |
| Stillgedackt | 16′ |
| Violoncello  | 8′  |

- Koppeln: II/I, I/P, II/P, Super- und/oder Suboktavkoppel(n)

### Stahlhuth-Orgel von 1976
Die Faust-Orgel ging beim Großbrand fast vollständig verloren, einzig ein paar einzelne Pfeifen waren noch verwertbar. Die Gemeinde gab Orgelbauanstalt Georg Stahlhuth in Aachen ein neues Instrument in Auftrag, finanziert wurde es neben Spenden von Gemeindemitgliedern auch durch eine Spendensammlung der Evangelischen Gemeinde in Beirut. Eingeweiht wurde das Instrument, welches noch einige Pfeifen der Faust-Orgel verwendete, mitsamt dem renovierten Kirchsaal am 28. November 1976. Es handelte sich um eine Orgel mit mechanischen Spiel- und Registertrakturen und 18 Registern auf zwei Manualen und Pedal. Die Disposition lautet wie folgt:
| I Hauptwerk C– |    |
| Principal      | 8′ |
| Bordun         | 8′ |
| Octave         | 4′ |
| Waldflöte      | 2′ |
| Sesquialter II |    |
| Mixtur IV      | 2′ |
| Trompete       | 8′ |

| II Schwellwerk C– |               |
| Musiziergedackt   | 8′            |
| Rohrflöte         | 4′            |
| Principal         | 2′            |
| Schnabelflöte     | 1′            |
| Carillon II       | 1 3⁄5′ + 8⁄9′ |
| Rohrschalmei      | 8′            |
| Tremulant         |               |

| Pedal C–          |     |
| Subbaß            | 16′ |
| Offenbaß          | 8′  |
| Choralbaß         | 4′  |
| Quintade          | 2′  |
| Liebliche Posaune | 16′ |

- Koppeln: II/I, I/P, II/P

Das Instrument wurde 1995 an die katholische Kirchengemeinde Sankt Servatius in Hoffnungsthal verkauft, dort wird es noch heute genutzt.

## Denkmalschutz
Aus „städtebaulichen, wissenschaftlichen, künstlerischen und stadthistorischen Gründen“ steht das Ensemble aus Gemeindehaus und Pfarrhaus seit dem 20. Dezember 1988 unter Denkmalschutz.